# Sterbebegleitung
In der Sterbebegleitung, auch Sterbebeistand genannt, geht es darum, Menschen in den letzten Wochen vor ihrem Tod beizustehen, sie zu trösten und rücksichtsvoll zu betreuen. Menschen jeden Lebensalters – das gilt für Kinder ebenso wie für alte Menschen, ihre Familien und die ihnen Nahestehenden – benötigen in der letzten Lebensphase Zuwendung und Unterstützung. Sterbebegleitung erwächst aus dem sozialen Miteinander und kann professionell durch Ärzte, Pflegende, Psychologen, Sozialpädagogen, Seelsorger, Physiotherapeuten, Musik- und Kunsttherapeuten und ehrenamtlich durch Hospizbegleiter erfolgen, vor allem aber durch Angehörige und Freunde.
Die Unsicherheiten auf diesem Gebiet beruhen darauf, dass kaum jemand mehr das Sterben in seinem Umfeld erlebt. Daher haben sich vielerorts Initiativen gegründet, die sich der Sterbebegleitung in organisierter Form annehmen. Mittlerweile werden von einigen dieser ambulanten Hospizdienste Fortbildungen zum Thema Sterben und Trauer angeboten, um diesen Unsicherheiten zu begegnen.

## Grundhaltung
Die Prinzipien der Sterbebegleitung wurden von der Hospizbewegung formuliert. Demnach versteht sich Sterbebegleitung in erster Linie als Lebenshilfe und grenzt sich damit von der Sterbehilfe ab. Ein Ausbau der hospizlich-palliativen Angebote zur Betreuung von Sterbenskranken und Sterbenden ließe den Ruf nach organisierter Sterbehilfe verstummen.
Der Deutsche Hospiz- und PalliativVerband e. V. formuliert als Grundeinstellung, „das Leben in seiner Gesamtheit und das Sterben als einen Teil des Lebens zu begreifen und ein Leben – und somit auch ein Sterben – in Würde zu ermöglichen. Dazu gehören größtmögliche Autonomie bis zuletzt, Schmerzfreiheit und gleichzeitig Geborgenheit in vertrauter Umgebung und im Kreis der Familie und Freunde, professionelle palliativmedizinische und -pflegerische Betreuung sowie verlässliche psychosoziale wie spirituelle Begleitung.“
Sterbebegleitung ist weniger eine Frage des Einfühlungsvermögens als vielmehr die Fähigkeit zu aufrichtiger, manchmal sogar eher zurückhaltender Kommunikation. Die Scheu und die Abwehr, Sterbenskranken ehrlich zu begegnen und sich auf ihr Schicksal einzulassen, sowie falsche Erwartungen an Sterbenskranke behindern eine echte Begleitung. Ein ideeller Rollenwechsel fördert das Gespür für eine angemessene Kommunikation und die wirklichen Bedürfnisse des Sterbenskranken.

## Grundkenntnisse
Die Begleitung Sterbenskranker und Sterbender verläuft oft ganz anders, als es nach manchen idealisierten Beschreibungen des Sterbens erscheint. In jedem Fall konfrontieren die Begleiter und die Sterbenden einander.
Zu den Grundkenntnissen gehört das Besinnen auf die konkreten Bedürfnisse und die Lebenswirklichkeit aller Betroffenen, sowie das Berücksichtigen des Umstandes, dass die Lebensbedrohung dem lebensbedrohlich erkrankten Menschen in der Regel bekannt ist. Anzuerkennen ist, dass die Lebensbedrohung für alle Betroffenen schwierig zu handhaben ist. Einerseits wehren sich alte, kranke und sterbende Menschen dagegen, die Rolle eines alten, kranken oder sterbenden Menschen einzunehmen, andererseits sind sie konzentriert auf den Abbau ihrer Fähigkeiten und begeben sich in den sozialen Rückzug.
Entsprechend ist die Beziehung von lebensbedrohlich erkrankten Patienten zu ihren Begleitern ambivalent: Begleiter sind zwar als Helfer erwünscht, werden zugleich aber abgelehnt, da durch sie die Hilfsbedürftigkeit offenbar wird. Elementare Bedürfnisse dominieren Sterbenskranke und besetzen ihre Aufmerksamkeit, ihre Interessen und ihre Valenzen. Sterbende und alternde Menschen sind immer auch trauernde Menschen; ihr Trauern unterscheidet sich in der Regel von der („psychiatrischen“) Depression. Die Balance von Angst und Hoffnung ist sehr labil; die Sprache der Sterbenden ist eigen, kreativ und tiefgründig. Alte Probleme dauern an, neue Probleme entstehen, Charaktereigenschaften werden verstärkt.

## Kommunikation mit Sterbenskranken und Sterbenden
Die internationale Fachliteratur zeigt vielfältige Wege und verschiedene Methoden auf, Sterbenskranke und Sterbende sowie ihre Angehörigen zu begleiten. Es werden Grundregeln für die Kommunikation mit Sterbenskranken und Sterbenden benannt, aber auch Regeln und Modelle für spezielle Situationen (zum Beispiel Aufklärungsgespräche) sowie für die verschiedenen Akteure aufgezeigt (zum Beispiel Ärzte). Unterschieden werden verschiedene Anlässe und Situationen, in denen Begegnungen und Gespräche mit Patienten stattfinden. Die jeweilige Situation und alle daran Beteiligten beeinflussen die Kommunikation. Die Aufgabe des Sterbebegleiters ist es, das Gespräch und die Begleitung zu gestalten.
Unterschiedliche Auffassungen gibt es darüber, wie die Kommunikation gestaltet werden soll; was gesagt werden darf und was nicht. Einige Autoren geben detailliert und konkret ausformuliert Regeln zur Kommunikation vor und bewerten, ob ein Verhalten richtig ist und ob Fragen oder Aussagen gut sind. Danach gibt es gute, ungeeignete und verbotene Fragen. Beispielsweise sollte die Frage eines Patienten nach seiner verbleibenden Lebenszeit nicht mit einer präzisen Zeitangabe beantwortet werden. Nach Stein Husebø sollte ein Arzt beispielsweise sagen: „Es gibt unendlich viel, was wir für Sie und Ihre Familie noch tun können.“ Nicht sagen sollte er: „Sie müssen leider mit Ihren Schmerzen leben.“
Andere Autoren geben weder Standardsätze noch verbindliche Vorgaben bzw. Regeln vor. Sie stellen Grundlagen der Kommunikation dar, geben Anwendungshilfen und Empfehlungen für die Kommunikation. Diese beziehen sich auf die Aufklärung und Information über Diagnose, Prognose und krankheitsassoziierte Probleme sowie auf einen angemessenen Umgang mit der emotionalen Situation der Patienten.

Für diese Autoren ist die Kommunikation mit Sterbenskranken zu komplex, um generell festlegen zu können, was richtig oder falsch ist. Mit ausformulierten Vorgaben seien sie nicht zu meistern. Soll Kommunikation gelingen, sind die Bedingungen der jeweiligen Situation, die Lebenswirklichkeiten und die verschiedenen Charaktereigenschaften aller Beteiligten sowie die Komplexität von Kommunikation überhaupt zu berücksichtigen. Gute Absichten allein reichen dafür jedoch nicht aus. Sterbenskranke sind davon abhängig, dass Begleiter sich auf sie einstellen und sich ihnen zuwenden, dabei aber auch ihre eigene Situation und ihr persönliches Befinden berücksichtigen.
Begleiter organisieren und strukturieren eine verantwortliche Gesprächsführung in ihrem Aufbau und Ablauf: Dazu gehört das Wahrnehmen, was diesen Sterbenskranken wirklich bewegt, seine Lebenswirklichkeit, seine konkreten Bedürfnisse und Verluste; zuhören, statt auf ihn einzureden, ihn zu bevormunden oder unter Druck zu setzen. Ein Sterbenskranker ist ernst zu nehmen und zu respektieren als jemand, der weiterhin eigenständig handeln möchte. Gleichzeitig soll Raum zur Klage und zum Weinen gegeben werden, aber auch zum Hoffen und Lachen. Nach Ernst Engelke können gesunde Menschen dann hilfreich für Sterbenskranke sein, wenn sie bereit und fähig sind, sich dem Unfassbaren auszusetzen und sich vom Sterbenskranken berühren zu lassen, zu einer Zeit, da sie selbst noch nicht sterben müssen.

## Voraussetzungen und Schulung von Sterbebegleitern
An Sterbebegleitung können sowohl Angehörige und Freunde des sterbenden Menschen, als auch Ärzte, Pflegepersonen, Seelsorger und ehrenamtliche Helfer mitwirken. Eine besondere Schulung dazu ist nicht erforderlich. Mittlerweile werden aber vielerorts entsprechende Kurse angeboten, da das Interesse an dem Thema gewachsen ist; außerdem erwarten Hospizdienste von ihren ehrenamtlichen Mitarbeitern in der Regel den Teilnahmenachweis an einem Hospizhelferkurs, der bestimmte Qualitätsanforderungen erfüllt. Das ist einerseits Folge der Institutionalisierung der Hospizbewegung und der Palliative Care, andererseits stellt die Betreuung von Sterbenden für alle Beteiligten häufig eine hohe psychische und emotionale Belastung dar, so dass eine entsprechende Vorbereitung sinnvoll erscheint.
Die Themen Sterben, Tod und Trauer werden im Alltag oft verdrängt. Bei der Begleitung eines sterbenden Menschen und bei der anschließenden Trauerbegleitung ist eine Beschäftigung mit diesem Thema aber nicht zu umgehen.
Von freiwilligen Sterbebegleitern, die sich in die Hospizarbeit einbringen wollen, wird neben der Bereitschaft zur Reflexion unter anderem erwartet, „eine eigene hospizliche Haltung herauszubilden, die in der achtsamen und respektvollen Begegnung mit dem sterbenden Menschen und seiner ihm Nahestehenden mündet.“ (D. Blümke et al.: Qualitätsanforderung zur Vorbereitung Ehrenamtlicher in der Hospizarbeit. Hrsg.: Bundesarbeitsgemeinschaft Hospiz 2005) Außerdem sollte sich der Freiwillige darüber bewusst sein, dass die Bedürfnisse des Sterbenden und seiner Angehörigen im Vordergrund stehen und eigene Vorstellungen nachrangig sind.
Ausbildungen auf diesem Gebiet werden von kirchlichen oder sozialen Verbänden angeboten, darunter sind die Caritas, die Arbeiterwohlfahrt (AWO), der Malteser Hilfsdienst, die Diakonie und die Johanniter-Unfall-Hilfe. Die Ausbildung umfasst unter anderem theoretische Grundlagen über körperliche Veränderungen im Sterbeprozess und die psychischen Anpassungsvorgänge sowie praktische Übungen, beispielsweise in Gesprächsführung und Verhalten in kritischen Situationen, sowie Reflexionen über eigene Trauererfahrungen und die Motivation, als freiwilliger Sterbebegleiter tätig zu werden. Den ausgebildeten Begleitern wird anschließend regelmäßige Supervision vom koordinierenden Hospizdienst angeboten.
Seelsorge in der Sterbebegleitung kann auch bei kirchenfernen und nichtreligiösen Menschen angezeigt sein, denn selbst ihnen ist es während ihres Sterbeprozesses oft ein Anliegen, sich über Glauben, Religion, den Sinn des Lebens und ähnliche Fragen auszutauschen und darüber nachzusinnen. Für die Begleiter ist es von Bedeutung, die Weltanschauung oder religiöse Überzeugung des Sterbenden zu respektieren.
Ethische Fragen beim ärztlichen Umgang mit Sterbenden werden bereits seit dem 17. Jahrhundert häufiger im medizinischen Schrifttum diskutiert. Die Sterbebegleitung gehört nach den Grundsätzen der Bundesärztekammer ausdrücklich auch zu den Aufgaben des Arztes. Die ärztliche Sterbebegleitung beginnt häufig mit der Mitteilung der Diagnose einer todbringenden Erkrankung im Aufklärungsgespräch zwischen Arzt und Patient und endet mit dem Tod des Patienten. Dabei steht der Wille des Patienten beziehungsweise dessen Willensbekundung in Form einer Patientenverfügung im Vordergrund.

## Ambulante Hospizdienste
Vielerorts entwickelten sich in den letzten Jahrzehnten aus rein spendenfinanzierten Bürgerinitiativen und kirchlich eingebundenen Hospizgruppen organisierte ambulante Hospizdienste (in Österreich: mobile Hospizteams), aus denen zum Teil auch stationäre Hospize hervorgingen. Träger der Einrichtungen sind unter anderen private Vereine, kirchliche Hilfsorganisationen und Wohlfahrtsverbände, die sich zum Teil auf bestimmte Zielgruppen spezialisiert haben, wie zum Beispiel Kinderhospizdienste. Mittlerweile (Stand 2014) werden durch die zumeist ehrenamtlichen Helfer jährlich etwa 30.000 Menschen betreut. Der Einsatz der Helfer findet häufig im häuslichen Umfeld des Betroffenen, aber auch im stationären Hospiz, Pflegeheim oder im Krankenhaus statt. Er wird von hauptamtlichen Koordinatoren vorbereitet und beratend begleitet. Manche Hospizdienste bieten auch Trauerbegleitung an, die zum Teil professionell von Psychologen und Seelsorgern unterstützt wird.

### Finanzierung
Durch den gesetzlich verankerten Rechtsanspruch auf hospizlich-palliative Versorgung im § 39a des Fünften Buches Sozialgesetzbuch (SGB V) wurden 2009 vom Gesetzgeber Fördersummen festgelegt. Die Gelder werden unter bestimmten Bedingungen von der gesetzlichen Krankenversicherung an die Hospizdienste ausgezahlt. Maßgeblich für die Berechnung der Förderung ist die Bezugsgröße nach § 18 SGB IV. Voraussetzung für eine Förderung ist unter anderem, dass der Dienst seit mindestens einem Jahr besteht, über eine bestimmte Anzahl von Helfern verfügt und zur Kooperation mit mindestens einem palliativ orientierten Arzt und Pflegedienst bereit ist.

Im Jahr 2013 wurden in Deutschland 827 ambulante ehrenamtliche Hospizdienste mit 44,9 Millionen Euro gefördert.
Dennoch werden nicht sämtliche Kosten über die Förderung gedeckt, was ein ständiges Einwerben von Spenden und damit verbundene Öffentlichkeitsarbeit notwendig macht. Manche Dienste beantragen keine Förderung bei den Krankenkassen, da sie entweder die Voraussetzungen (noch) nicht erfüllen oder weil sie bewusst darauf und den dazu nötigen Verwaltungsaufwand verzichten wollen. Solche Dienste finanzieren sich ausschließlich über Spenden.
Inzwischen wurden vom Bundesministerium des Innern Verhandlungen in Bezug auf Kostenbeteiligung mit dem Verband der Privaten Krankenversicherung und den Beihilfestellen in Trägerschaft des Bundes abgeschlossen.
Mit dem überwiegend am 8. Dezember 2015 in Kraft getretenen Hospiz- und Palliativgesetz (HPG) werden sowohl Personal- als auch Sachkosten berücksichtigt; auch der besondere Aufwand für das hospizliche Erstgespräch und die Trauerbegleitung der Angehörigen sollen durch die Zuschüsse der Krankenkassen besser vergütet werden. Krankenhäuser können ambulante Hospizdienste mit Sterbebegleitungen beauftragen; Pflegeheime müssen Kooperationsverträge mit ambulanten Hospizdiensten sowie mit Haus- und Fachärzten nachweisen.

## Filme
- Das Ende ist mein Anfang – Film, der die letzten Tage im Leben des italienischen Journalisten und Schriftstellers Tiziano Terzani (1938–2004; im Film gespielt von Bruno Ganz) darstellt.
- Dienstags bei Morrie – ein Fernsehfilm des Regisseurs Mick Jackson aus dem Jahre 1999, der auf dem gleichnamigen Buch von Mitch Albom basiert.
- Die Invasion der Barbaren – Denys Arcands in Cannes prämierter Film.
- Halt auf freier Strecke – Spielfilm von Andreas Dresen aus dem Jahre 2011 über einen Familienvater, der an einem Hirntumor stirbt.

## Belege
1. ↑  Deutsche Gesellschaft für Palliativmedizin e. V., Deutscher Hospiz- und PalliativVerband e. V., Bundesärztekammer (Hrsg.): Charta zur Betreuung schwerstkranker und sterbender Menschen in Deutschland. Berlin 2010.
2. ↑  G. Fasselt: Sterbebeistand/Sterbebegleitung aus ethischer Sicht. In: Peter Hucklenbroich (Hrsg.): Tod und Sterben: medizinische Perspektiven. LIT Verlag, Münster 2001, S. 105–106.
3. ↑  Dirk Müller, Bettina Wistuba: Die Situation von Hospizarbeit und Palliative Care in Deutschland. Fakten, Bewertungen, Verbesserungsbedarf. Hrsg.: Konrad-Adenauer-Stiftung e. V., St. Augustin/Berlin 2014, S. 41
4. ↑  Deutscher Hospiz- und PalliativVerband e. V.: Am Ende zählt der Mensch. Abgerufen am 8. August 2016.
5. ↑  Ernst Engelke: Jede Begegnung eine Konfrontation. Was Ärzte Pflegende und Angehörige wissen müssen, bevor sie mit Sterbenden sprechen. In: Praxis Palliative Care. Nr. 24, 2014, S. 36 f.
6. ↑  C. Bausewein, S. Roller, R. Voltz (Hrsg.): Leitfaden Palliative Care. Urban & Fischer, München 2015, S. 27 f., 34.
7. ↑  S. Husebø, E.Klaschik: Palliativmedizin. Springer Verlag, Berlin 2003, S. 150 f.
8. ↑  U.Koch, K. Lang, A. Mehnert, C. Schmeling-Kludas: Die Begleitung schwer kranker und sterbender Menschen. Schattauer Verlag, Stuttgart 2006.
9. ↑  E. Engelke: Gegen die Einsamkeit Sterbenskranker. Wie Kommunikation gelingen kann. Lambertus Verlag, Freiburg i.Br. 2012, S. 209–356.
10. ↑  E. Engelke: Die Wahrheit über das Sterben. Wie wir besser damit umgehen. Rowohlt Taschenbuch Verlag, Reinbek bei Hamburg 2015.
11. ↑  D. Blümke et al.: Qualitätsanforderung zur Vorbereitung Ehrenamtlicher in der Hospizarbeit. Hrsg.: Bundesarbeitsgemeinschaft Hospiz 2005
12. ↑  Michael Stolberg: Die Geschichte der Palliativmedizin. Medizinische Sterbebegleitung von 1500 bis heute. Mabuse-Verlag, Frankfurt am Main 2011, ISBN 978-3-940529-79-4, S. 9 f. und 57–67.
13. ↑  Grundsätze der Bundesärztekammer zur ärztlichen Sterbebegleitung. Berlin 2011, Präambel, abgerufen am 19. Mai 2015
14. ↑  Müller und Wistuba: Die Situation von Hospizarbeit und Palliative Care in Deutschland. Fakten, Bewertungen, Verbesserungsbedarf. Hrsg.: Konrad-Adenauer-Stiftung e. V., St. Augustin/Berlin 2014, S. 20–21
15. ↑  Rahmenvereinbarung zu den Voraussetzungen der Förderung sowie zu Inhalt, Qualität und Umfang der ambulanten Hospizarbeit vom 03.09.2003, i. d. F. vom 14.04.2010., abgerufen am 21. Mai 2015
16. ↑  Müller und Wistuba 2014, S. 21
17. ↑  Beteiligung der PKV sowie der Beihilfestellen in Trägerschaft des Bundes an der Finanzierung der ambulanten Hospizarbeit. DHPV Aktuell vom 27. Februar 2015, abgerufen am 21. Mai 2015
18. ↑  Text, Änderungen und Begründungen des Hospiz- und Palliativgesetzes – HPG
19. ↑  Bundesministerium für Gesundheit: Bundestag beschließt Gesetz zur Verbesserung der Hospiz- und Palliativversorgung., abgerufen am 25. November 2015